# 栃木県道172号上田壬生線

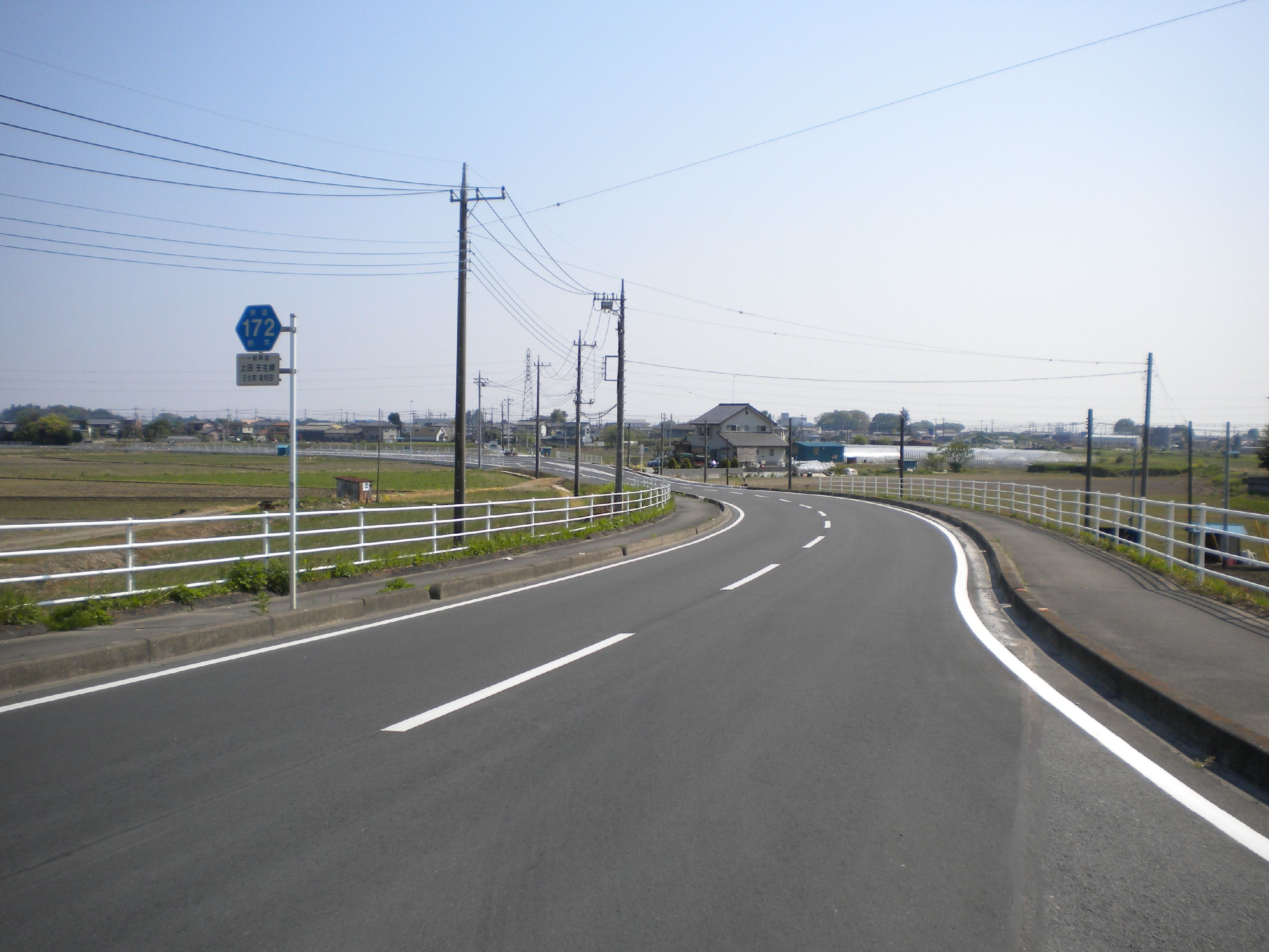
壬生町壬生甲付近

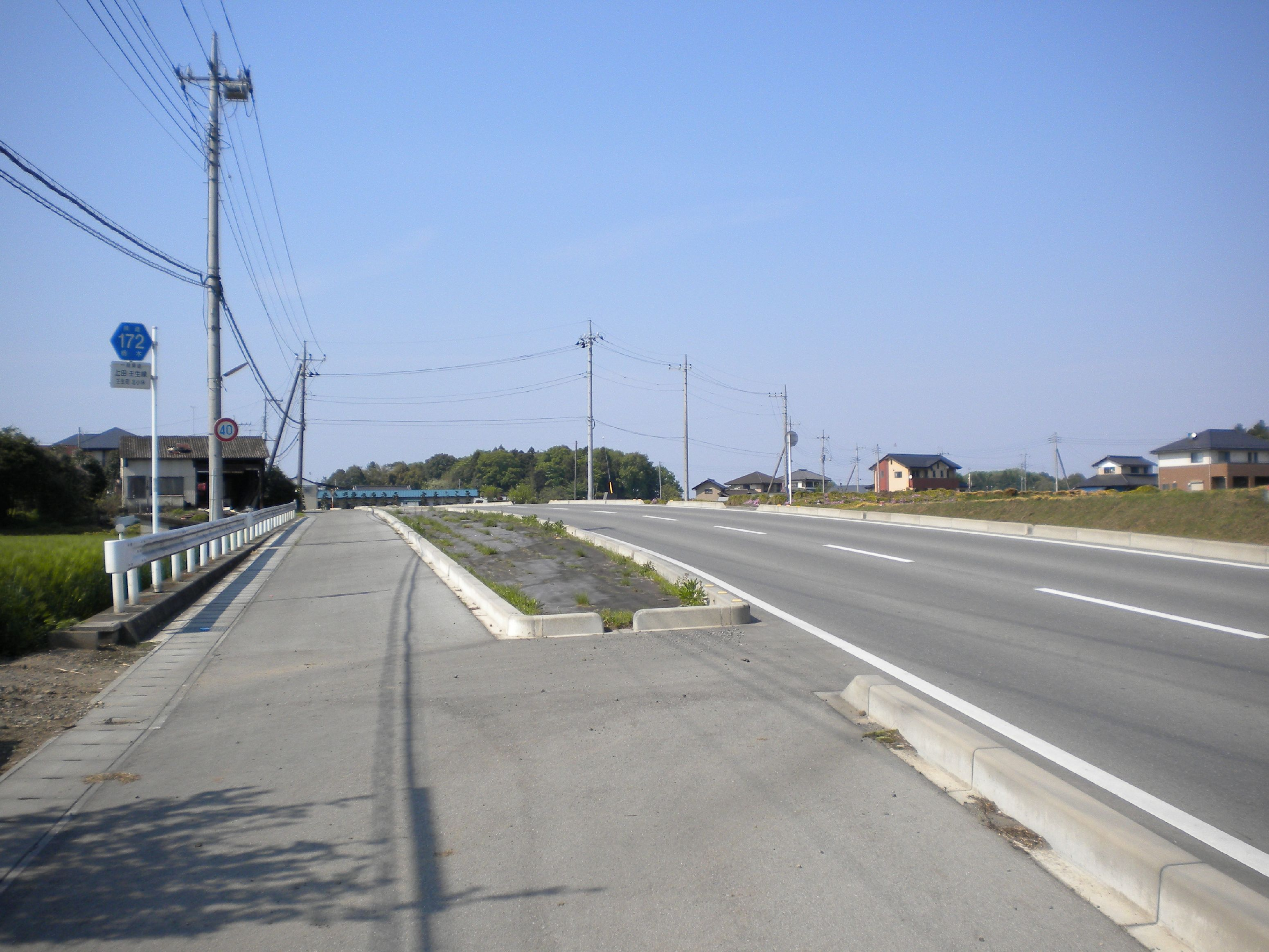
壬生町北小林付近

栃木県道172号上田壬生線（とちぎけんどう172ごう かみだみぶせん）は、栃木県下都賀郡壬生町に位置する一般県道である。

## 概要
壬生町北部から市街地へ至る道路。沿線には壬生中学校や壬生総合公園などといった施設があり、壬生市街地から地域医療の中心である獨協医科大学病院へのアクセス時に交通量の多い宇都宮栃木線を避けてのバイパスとしての役目も果たしている。
また、起点の上田交差点では国道121号に接続し、鹿沼市と壬生町をつなぐ道路としても機能している。道路の整備が遅れていたことからこの路線を経由しての長距離の利用は限定的であったが、2009年（平成21年）3月26日の新道開通をもって全線片側1車線化が完了した。

### 路線データ
- 実延長：7.431km[2]
- 起点：栃木県下都賀郡壬生町大字上田（上田交差点＝国道121号、栃木県道3号宇都宮亀和田栃木線、栃木県道65号鹿沼下野線交点）
- 終点：栃木県下都賀郡壬生町大師町（大師町南交差点＝国道352号、栃木県道18号小山壬生線交点）
- 認定：1961年（昭和36年）4月1日

## 歴史
- 1961年（昭和36年）4月1日 - 一般県道として認定。
- 2009年（平成21年）3月26日 - 福和田橋南-大師町北交差点間のバイパスが開通。同時に大師町北-大師町南交差点間の町道が県道に移管。旧道となる福和田橋南-上田街道入口交差点間は町道に移管。[1]

## 路線状況

### 別名
上田街道
壬生町市街地から上田までを結ぶ道であることから。

### 道の駅
- 道の駅みぶ

## 地理

### 交差する道路
- 栃木県道71号羽生田上蒲生線（下都賀郡壬生町国谷・国谷新田交差点）
- 栃木県道2号宇都宮栃木線（下都賀郡壬生町大師町北交差点）

### 沿線
- 壬生総合公園（下都賀郡壬生町大字国谷）
- 壬生町おもちゃ博物館（下都賀郡壬生町大字国谷）
- 壬生聖地公園（下都賀郡壬生町大字国谷）
- 栃木銀行壬生支店（下都賀郡壬生町大師町）